# Showgirl: Homecoming Tour
Showgirl: Homecoming Tour es una gira de conciertos realizada por la cantante australiana Kylie Minogue. Minogue originalmente había programado llevar a cabo los shows en Australia y Asia durante el Showgirl: Greatest Hits Tour en 2005, pero se vio obligada a cancelar la gira cuando le diagnosticaron cáncer de mama. 
Minogue reanudó la gira el 11 de noviembre de 2006, actuando en Sydney Entertainment Centre, con un nuevo reperotrio y trajes. La coreografía de Showgirl - Homecoming Tour fue reelaborada para adaptarla a su enfermedad, y los descansos entre las secciones del show fueron más prolongados para no fatigarla en exceso.

## Repertorio
Acto 1: Homecoming (según el programa de la gira. En el DVD, este acto se llama 'Showgirl')
- "Better the Devil You Know"
- "In Your Eyes"
- "White Diamond" (canción no lanzada coescrita por the Scissor Sisters)
- "On a Night Like This

Acto 2: Everything Taboo Medley
- "Shocked" (contiene extractos de "Do You Dare?", "It's No Secret", "What Kind of Fool (Heard All That Before)" , "Keep on Pumpin' It", y "I'm Over Dreaming (Over You)")
- "What Do I Have to Do?" (contiene extractos de "Closer")
- "Spinning Around" (contiene extractos de "Step Back in Time" con elementos de "Finally" y "Such a Good Feeling")

Acto 3: Samsara
- "Confide in Me"
- "Cowboy Style"
- "Finer Feelings" (interpretada por backing vocalists)
- "Too Far"

Acto 4: Athletica
- "Butterfly" (Sandstorm Dub interlude)
- "Red Blooded Woman" (contiene extractos de "Where the Wild Roses Grow")
- "Slow"
- "Kids" (Dueto con Bono, Dannii Minogue y ocasionalmente interpretado en solo con backing vocalists)

Acto 5: Dreams
- "Over the Rainbow"
- "Come into My World" (presentada como una balada)
- "Chocolate"
- "I Believe in You"
- "Dreams" (contiene extractos de "When You Wish upon a Star")

Acto 6: Pop Paradiso
- "Burning Up" (contiene extractos de "Vogue")
- "The Loco-Motion"
- "I Should Be So Lucky" (contiene extractos de "The Only Way Is Up")
- "Hand on Your Heart"

Acto 7: Dance of the Cybermen
- "Can't Get You out of My Head" (contiene extractos de "Rise of the Cybermen" con elementos de "Doctor Who Theme")
- "Light Years" (contiene extractos de "Turn It into Love" con elementos de TARDIS dematerializing)

Encore
- "Especially for You"
- "Celebration" 1
- "Love at First Sight"

1 Interpretada en el Reino Unido, conciertos seleccionados

### Estadísticas
- Temas de Body Language (3)
- Temas de Fever (5)
- Temas de Light Years (5)
- Temas de Impossible Princess (3)
- Temas de Kylie Minogue (1)
- Temas de Let's Get To It (1)
- Temas de Rhythm Of Love (3)
- Temas de Enjoy Yourself (1)
- Temas de Kylie (2)

- Temas no pertenecientes a algún álbum de estudio: (2)
- Canciones tocadas en la gira anterior Showgirl: The Greatest Hits Tour: 19

- Regresos: "Too Far" ausentes desde el Intimate & Live Hace 1998 (8 años).
- Canción más reciente no perteneciente al álbum soporte de la gira: "Chocolate"
- Todos los sencillos interpretados de un álbum, no perteneciente al de soporte de la gira: "Body Language".

## Fechas del Tour
| Fecha                   | Ciudad     | País       | Lugar                         |
| ----------------------- | ---------- | ---------- | ----------------------------- |
| Australia               |            |            |                               |
| 11 de noviembre de 2006 | Sídney     | Australia  | Sydney Entertainment Centre   |
| 12 de noviembre de 2006 | Sídney     | Australia  | Sydney Entertainment Centre   |
| 14 de noviembre de 2006 | Sídney     | Australia  | Sydney Entertainment Centre   |
| 17 de noviembre de 2006 | Brisbane   | Australia  | Brisbane Entertainment Centre |
| 18 de noviembre de 2006 | Brisbane   | Australia  | Brisbane Entertainment Centre |
| 20 de noviembre de 2006 | Brisbane   | Australia  | Brisbane Entertainment Centre |
| 23 de noviembre de 2006 | Sídney     | Australia  | Acer Arena                    |
| 24 de noviembre de 2006 | Sídney     | Australia  | Acer Arena                    |
| 26 de noviembre de 2006 | Sídney     | Australia  | Acer Arena                    |
| 30 de noviembre de 2006 | Adelaida   | Australia  | Adelaide Entertainment Centre |
| 1 de diciembre de 2006  | Adelaida   | Australia  | Adelaide Entertainment Centre |
| 4 de diciembre de 2006  | Perth      | Australia  | Burswood Dome                 |
| 5 de diciembre de 2006  | Perth      | Australia  | Burswood Dome                 |
| 7 de diciembre de 2006  | Perth      | Australia  | Burswood Dome                 |
| 10 de diciembre de 2006 | Melbourne  | Australia  | Rod Laver Arena               |
| 11 de diciembre de 2006 | Melbourne  | Australia  | Rod Laver Arena               |
| 13 de diciembre de 2006 | Melbourne  | Australia  | Rod Laver Arena               |
| 14 de diciembre de 2006 | Melbourne  | Australia  | Rod Laver Arena               |
| 16 de diciembre de 2006 | Melbourne  | Australia  | Rod Laver Arena               |
| 17 de diciembre de 2006 | Melbourne  | Australia  | Rod Laver Arena               |
| Reino Unido             |            |            |                               |
| 31 de diciembre de 2006 | Londres    | Inglaterra | Wembley Arena                 |
| 2 de enero de 2007      | Londres    | Inglaterra | Wembley Arena                 |
| 3 de enero de 2007      | Londres    | Inglaterra | Wembley Arena                 |
| 5 de enero de 2007      | Londres    | Inglaterra | Wembley Arena                 |
| 6 de enero de 2007      | Londres    | Inglaterra | Wembley Arena                 |
| 8 de enero de 2007      | Londres    | Inglaterra | Wembley Arena                 |
| 9 de enero de 2007      | Londres    | Inglaterra | Wembley Arena                 |
| 12 de enero de 2007     | Mánchester | Inglaterra | Manchester Evening News Arena |
| 18 de enero de 2007     | Mánchester | Inglaterra | Manchester Evening News Arena |
| 19 de enero de 2007     | Mánchester | Inglaterra | Manchester Evening News Arena |
| 21 de enero de 2007     | Mánchester | Inglaterra | Manchester Evening News Arena |
| 22 de enero de 2007     | Mánchester | Inglaterra | Manchester Evening News Arena |
| 23 de enero de 2007     | Mánchester | Inglaterra | Manchester Evening News Arena |

### Cancelaciones de Shows
El 13 de enero de 2007 en el Manchester Evening News Arena en Mánchester, Inglaterra, Minogue se vio obligada a poner fin a su concierto después de cantar durante una hora, debido a una enfermedad. El portavoz de Minogue confirmó posteriormente que había sido diagnosticada con una infección en las vías respiratorias. Otras dos actuaciones previstas en el Manchester Evening News Arena se aplazaron y reprogramaron para finales de enero de 2007.

## Recepción Crítica
Showgirl - Homecoming Tour recibió comentarios positivos de los críticos. Christine Sams en un examen para el Sydney Morning Herald describió el espectáculo como una "extravagancia" y escribió que era "nada menos que un triunfo". The Age's Patrick Donovan escribió que Minogue "parecía apropiada y saludable y de buena voz". También escribió que ella era "en su mejor prowling la etapa en un catsuit, jugando a la multitud". CBBC Newsround describe el tour como un "perfecto regreso" debido a su "gama de canciones, excelentes bailarines, etapa de alumbrado y el amor de Kylie de realizar".

## Grabaciones
Minogue se presentó en Melbourne, Australia el 11 de diciembre de 2006, fue filmada para la televisión y en DVD. El concierto se estrenó el 13 de enero de 2007 en el Reino Unido por el Canal 4. El 4 de marzo de 2007, la Australian Broadcasting Corporation mostró el show sin interrupciones comerciales. El concierto fue lanzado en DVD el 10 de diciembre de 2007 como un doble disco conjunto con la película/documental de Minogue, White Diamond. 
Minogue en el segundo concierto de Australia en Sídney el 12 de noviembre de 2006 fue grabado y lanzado como un álbum en vivo en enero de 2007. Showgirl Homecoming Live incluyó una aparición del cantante Bono de U2 en la canción "Kids". El álbum alcanzó el número siete en el UK Albums Charts y fue certificado Platino.

## Duetos
- El 12 de noviembre Bono de U2 subió con Kylie al escenario en Sídney para cantar 'Kids'.
- El 16, 17 de diciembre, 9, 13, y del 21 al 23 de enero, Dannii Minogue subió con su hermana Kylie para cantar 'Kids'.

## Personal
Productor Ejecutivo: Kylie Minogue y Terry Blamey
Director Creativo y Diseñador: William Baker
Productor Musical: Steve Anderson
Mánager: Kevin Hopgood
Diseño de Producción: Alan MacDonald
Coreógrafo: Rafael Bonachela, Akram Khan y Michael Rooney
Tour Manager: Sean Fitzpatrick
- Datos: Q1711644
- Multimedia: Showgirl: The Homecoming Tour / Q1711644